# Orezu, Ialomița
Orezu este un sat în comuna Ciochina din județul Ialomița, Muntenia, România. Se află în partea de sud a județului, în Câmpia Ialomiței, pe malul drept al Ialomiței.
1. ↑  Google Earth
2. ↑  x indică operatorul telefonic: 2 pentru Romtelecom și 3 pentru alți operatori de telefonie fixă